# Józef Wybicki
Józef Rufin Wybicki (Berent, 29 de setembro de 1747 – Śrem, 19 de março de 1822) foi um general, poeta e político polonês. Em 1797, ele escreveu a Mazurca de Dombrowski (Mazurek Dąbrowskiego), a qual foi adotada como hino nacional da Polônia em 1927.

## Biografia
Józef Wybicki nasceu em 29 de setembro de 1747 em Będominio, na região da Pomerânia e faleceu em 10 de março de 1822 em Manieczki, na região da Grande Polônia.
Wybicki tomou parte nos mais importantes eventos da história polonesa do final do Século XVIII e início do XIX. Foi Deputado na Assembléia (Sejm) em 1767, membro da Confederação de Bar (1768-1772), participou da criação do Código de Leis, foi membro da Comissão de Educação Nacional, bem como ativista do Partido Patriótico durante a Grande Sejm (Sejm Wielki) (1788-1792), participante da insurreição liderada por Tadeusz Kościuszko, um dos organizadores das Legiões Polonesas na Itália, plenipotenciário de Napoleão Bonaparte nas terras polonesas ocupadas pela França durante as campanhas de 1806 e 1809, e, após 1815, oficial de alta patente no Reino do Congresso Polonês.
Wybicki também considerou seu trabalho literário como uma forma de atividade política. Em seus escritos jornalísticos e literários, ele tratou de temas relativos à vida social e política da Polônia, então objeto da cobiça de seus vizinhos (Prússia, Rússia e Áustria). Mesmo sem superestimar seus dotes poéticos, escreveu o poema que é conhecido por todo polonês: o "Hino das Legiões Polonesas" (Pieśń Legionów Polskich).
O hino (também conhecido pelos seus primeiros versos: "A Polônia não morreu/Enquanto ainda estivermos vivos." -- Jeszcze Polska nie zginęła/Kiedy my żyjemy), foi escrito em Reggio, na Itália, em julho de 1797. O intento da composição era a cerimônia de despedida do General Jan Henryk Dąbrowski, que partia para encontrar-se com Napoleão. Inicialmente era apenas uma canção militar, passando posteriormente a ser uma canção de cunho nacional, executada durante cerimônias patrióticas, ao ritmo da antiga mazurca. Desde a batalha de Grochów, em (25 de fevereiro de 1831), durante o levante de novembro, foi tomada como hino da nação que se buscava recompor. Quando a Polônia perdeu sua soberania, foi considerada, ao lado de "Deus, salve a Polônia" (Boże, coś Polskę, de Alojzy Feliński), como uma mais populares canções patrióticas. Seu sucesso deve-se à simplicidade de sua melodia, de autoria anônima, e à esperança que permeia o texto.
Ao longo dos anos, o texto do poema foi mudado por diversas vezes, ao sabor dos acontecimentos históricos de cada ocasião. A versão constante na Wikipedia lusófona, com a respectiva tradução em português, é a atual. A versão primeira, da pena de Wybicki, pode ser lida no artigo da Wikipedia polonófona sobre o hino da Polônia.